# 河内美里
河内 美里（かわうち みさと、1997年10月11日 - ）は、日本の女優、シンガーソングライター、声優。千葉県出身。株式会社オムニア（OMNIA）所属。

## 略歴・人物
中学生の頃よりオスカープロモーションに所属し広告モデルなどとして活動。2013年12月よりTBS『開運音楽堂』にレギュラー出演。2014年には映画デビューし女優として活動を始める。また、同年に歌手としてシングルデビューし、自ら作詞を務めるシンガーソングライターとしても活動している。
2015年に『舞台 遙かなる時空の中で6』で初主演。以後、『舞台 やがて君になる』『舞台版 PSYCHO-PASS Chapter1 犯罪係数』『舞台 リコリス・リコイル』などで主演・ヒロインを務めている。
2020年7月、株式会社オムニア（OMNIA）に移籍。2021年よりHiBiKi Radio Stationでラジオパーソナリティを務め、TVアニメ『僕のヒーローアカデミア』で声優デビューも果たした。
愛称は「みさとん」。家族からの愛称は「みぃちゃん」。
趣味はピアノ、色々なキャラクターのモノマネ、宝塚歌劇団の観劇。特技はジャズダンス、バレエ、声楽。

## 出演

### 舞台・ミュージカル
- 明日行きの列車は今宵、満天の星の海を（2013年10月24日、ラゾーナ川崎プラザソル ）
- 舞台「問題のない私たち」（2015年8月5日、中野テアトルBONBON） - 山下翠 役
- 舞台「遙かなる時空の中で6」 - 主演・高塚梓 役
  - 遙かなる時空の中で6（2015年11月27日 - 12月27日、全労済ホール / スペース・ゼロ）[3]
  - 遙かなる時空の中で6 幻燈ロンド（2017年5月4日 - 10日、全労済ホール / スペース・ゼロ） [10]
- 舞台「四月は君の嘘」（2017年8月24日 - 9月3日、AiiA 2.5 Theater Tokyo / 9月7日 - 10日、梅田芸術劇場 シアター・ドラマシティ） - 澤部椿 役
- 舞台「やがて君になる」 - 主演・小糸侑 役
  - 「やがて君になる」（2019年5月3日 - 12日、全労済ホール / スペース・ゼロ）[4]
  - 朗読劇「やがて君になる 佐伯沙弥香について」（2020年10月29日 - 11月8日、品川プリンスホテル クラブeX）[11]
  - 「やがて君になる」encore（2022年11月25日 - 12月4日、品川プリンスホテル クラブeX）[12]
- 二子玉川ノ恋（2019年8月22日 - 27日、iTSCOM STUDIO & HALL 二子玉川ライズ） - 中央倫子 役[13]
- 舞台版「PSYCHO-PASS Chapter1 犯罪係数」（2019年10月25日 - 11月10日、品川ステラボール） - ヒロイン・常守朱 役[5]
- ROAD59 -新時代任侠特区-（2020年12月24日 - 27日、なかのZERO 大ホール）- ヒロイン・結津万華夜 役[14]
  - ROAD59 -新時代任侠特区-「摩天楼ヨザクラ抗争」（2021年4月15日 - 18日、KAAT神奈川芸術劇場 大ホール）[15]
- 舞台「アサルトリリィ・御台場女学校編」 - 河鍋薺 役
  - -The Singular Ability-（2021年8月20日 - 8月29日、紀伊國屋ホール）[16]
  - -The Empathy Phenomenon-（2022年2月17日 - 28日、紀伊國屋サザンシアター）[17]
  - -The Battle to Overcome-（2023年2月3日 - 12日、こくみん共済 coopホール / スペース・ゼロ）[18]
- この夏から一番遠い群青（あお）を探して（2021年8月31日、中野・劇場MOMO）- 日替わりゲスト
- 『ワールドトリガー the Stage』 - 木虎藍 役
  - 『ワールドトリガー the Stage』（2021年11月）  - 降板[19][20]
  - 『ワールドトリガー the Stage』大規模侵攻編（2022年8月5日 - 14日、品川プリンスホテル ステラボール / 8月19日 - 21日、京都劇場）[21][22]
  - 『ワールドトリガー the Stage』ガロプラ迎撃編（2024年10月25日 - 11月4日、シアターH / 11月9日・10日、キャナルシティ劇場 / 11月15日 - 17日、COOL JAPAN PARK OSAKA WWホール / 11月22日 - 24日、天王洲 銀河劇場）[23]
- WBB vol.20「バンクパック」（2022年6月7日 - 13日、紀伊國屋サザンシアター TAKASHIMAYA）[24][25]
- 舞台「DARKNESS HEELS〜THE LIVE〜2022」（2022年9月15日 - 20日、シアター1010）- シュシュ 役[26]
- 舞台「リコリス・リコイル」（2023年1月7日 - 15日、天王洲 銀河劇場）- 主演・錦木千束 役[6][27]
  - 舞台「リコリス・リコイル」Life won't wait.（2024年6月7日 - 16日、シアターGロッソ）[28]
- 舞台「LIAR GAME murder mystery」（2023年3月9日、飛行船シアター）[29]
- 「マッシュル-MASHLE-」THE STAGE（2023年7月4日 - 11日、東京国際フォーラム ホールC / 7月15日 - 17日、AiiA 2.5 Theater Kobe）- レモン・アーヴィン 役[30]
  - 「マッシュル-MASHLE-」THE STAGE 2.5（2024年8月2日 - 12日、天王洲 銀河劇場 / 8月17日 - 19日、AiiA 2.5 Theater Kobe）[31][32]
- LIVE STAGE「ぼっち・ざ・ろっく！」（2023年8月11日 - 20日、THEATER MILANO-Za） - 伊地知星歌 役
  - LIVE STAGE「ぼっち・ざ・ろっく！」2024 PART I STARRY / PART II 秀華祭（2024年9月7日 - 23日、THEATER MILANO-Za）[33]
- イッツフォーリーズ公演 ミュージカル「聲の形」（2023年10月4日 - 8日、サンシャイン劇場） - 川井みき 役[34]
- 桜花浪漫堂 朗読劇「人間失格・紅」（2023年12月8日 - 11日、飛行船シアター） - 主演・大庭葉蔵 役[35]
- 100点un・チョイス！ 10周年記念公演第1弾 第20回公演「フール」（2024年3月13日 - 17日、赤坂RED/THEATER）[36]
- 舞台「魔法少女育成計画 F2P the STAGE〜First Chapter〜」（2025年2月6日 - 10日、博品館劇場） - 主演・アルマ 役[37]
- イリス・ノワール -魔鏡のクリス-（2025年4月2日 - 6日、六行会ホール） - 主演・クリス・ネフェルティ 役[38][39]
- 舞台「アサルトリリィ・シュツルム」〜サングリーズル編〜（2025年4月25日 - 30日、かめありリリオホール）六角汐里 役[40]
- 舞台「タタラの唄姫」（2025年7月19日 - 27日、シアター・アルファ東京） - 主演・琴音遥 役[41]
- 舞台「賭ケグルイ」（2025年9月5日 - 14日〈予定〉、シアターH） - 皇伊月 役[42]
- 舞台「ヘブンバーンズレッド」（2025年10月31日 - 11月9日〈予定〉、東京ドームシティ シアターGロッソ） - 蒼井えりか 役[43]

### テレビ番組
- ドキュメントAgain〜もう一度〜（2013年11月10日、テレビ大阪）
- 開運音楽堂（2013年12月 - 2016年10月、TBSテレビ） - アシスタント[44][45]

### テレビドラマ
- 子連れ信兵衛2 第5回（2016年12月9日、NHK BSプレミアム） - おすず、おはつ 2役
- クズの本懐（2017年1月、フジテレビオンデマンド / フジテレビ） - ミサト 役
- 就活家族〜きっと、うまくいく〜 第5話（2017年1月、テレビ朝日） - 沙耶 役
- 仮面ライダーエグゼイド 第27話（2017年4月、テレビ朝日） - 相田望 / ライドプレイヤー 役
- ウルトラマンタイガ 第3話（2019年、テレビ東京） - 九条ナナ 役

### テレビアニメ
- 僕のヒーローアカデミア（2021年6月26日 第5期14話〈通算102話〉から、読売テレビ） - バーニン（上路 萌） 役[9][46]

### ゲーム
- ROAD59 -新時代任侠区- 摩天楼モノクロ抗争（2025年9月25日、コンシューマー） - 結津万華夜 役[47]

### 映画
- 死の実況中継（2014年4月19日公開、チャンス・イン） - 依子 役
- おばけ（2014年7月6日公開） - 美里 役
- 神人〜ザンの末裔〜（2016年10月22日公開） - 主演・ミナ 役[48]
- 僕のヒーローアカデミア  THE MOVIE ワールド ヒーローズ ミッション（2021年8月6日公開、東宝） - バーニン 役

### ラジオ
※はインターネット配信
- ROAD59 -新時代任侠特区- お嬢のよりみちラジオ（2021年3月17日 - 2022年11月18日、HiBiKi Radio Station※） - パーソナリティ[8]
- ROAD59 河内美里 美波わかな 加藤里保菜 の22時からのひそひそ話♡（2023年7月2日 - 2024年1月28日、ラジオ大阪・OPENREC.tv※） - パーソナリティ

### CM・広告・イメージモデル
- ベネッセ スチールモデル（2012年、ベネッセコーポレーション）
- ライフストア（2013年、ライフコーポレーション）
- USJ クリスマスCM（2013年10月 - 2014年1月、ユニバーサル・スタジオ・ジャパン）
- 廣告社「進学ツール・イメージキャラクター」（2014年1月）
- 厚生労働省ポスター（2014年）
- 小林製薬「ビフナイト」CM（2014年）
- 進学EXPO 2014年イメージキャラクター
- SONY「Xperia」CM（2015年、ソニーモバイルコミュニケーションズ）
- コカ・コーラ「Fanta Lemon＋」CM（2017年、日本コカ・コーラ）
- LIVERTINEAGE×河内美里（2021年3月、株式会社UDG）

### ミュージックビデオ
- JASMINE「HERO」（2013年、ソニー・ミュージックアソシエイテッドレコーズ）
- 風男塾「男装レボリューション」（2013年、インペリアルレコード）
- 髙橋真梨子「アナタの横顔」（2014年、Invitation）
- NEWS「恋を知らない君へ」（2016年、ジャニーズ・エンタテイメント）

## ディスコグラフィ

### シングル
1. 「ゆめみるあさ」（2014年5月14日）
2. 「たいせつな宝物」（2015年11月27日、Anchor Records）
3. 「羽がくれた未来」（2016年12月3日、Anchor Records） - e-onkyo music シングル総合1位獲得
4. 「20歳のサンライズ」（2017年10月21日、Anchor Records）
5. 「ルーレット」（2018年11月27日、Anchor Records） - TBS『開運音楽堂』オープニングテーマ
6. 「Dear Loved One」（2019年10月12日、Anchor Records）
7. 「抗えない」（2021年5月14日、Anchor Records） - TBS『開運音楽堂』オープニングテーマ
8. 「白いダリア」（2021年10月11日、Anchor Records）
9. 「碧水のPrincess」（2022年9月14日、Anchor Records） - TBS『開運音楽堂』オープニングテーマ

### 映像
1. DVD『美少女伝説〜みさとんのグアム日記〜』（2014年6月20日、リバプール）
2. DVD『お人形さんごっこ』（2014年9月19日、リバプール）

## 楽曲提供
- 白岡今日花 feat. Task have Fun「あい合い傘」（2018年11月23日、LIKE IT MUSIC） - 作詞[49]